# Þórsdrápa
Die Þórsdrápa („Preislieder auf Thor“) sind altnordische Gedichte der Skaldik aus dem 10. Jahrhundert. In den Gedichten werden Mythen um den nordisch-germanischen Gott Thor rezipiert. Überliefert sind die Þórsdrápa von den Skalden Eilífr Goðrúnarson und Eysteinn Valdason.
Eilífr dichtete seine Drápa im Umfeld des Hofes des Ladejarls Hákon (Håkon Jarl) in Norwegen. Seine Þórsdrápa zitiert Snorri Sturluson in dessen Prosa-Edda in der Skáldskaparmál in 21 Strophen und Halbstrophen im Hofton des Dróttkvætt. Eilífr rezipierte unter Gebrauch der Kenningar den Mythos von „Thors Fahrt zum Riesen Geirröðr“ (Geirröd), Snorris Quelle für Gylfaginning Kapitel 18 der Prosa-Edda.
Eysteinns Drápa – ein sonst unbekannter Autor – ist bis auf drei Halbstrophen, die Snorri in der Skáldskaparmál mit dem  Thema von „Thors Fischzug“ zitiert, verloren.